# Energy Murambadoro
Energy Murambadoro (Gweru, 27 giugno 1982) è un ex calciatore zimbabwese, di ruolo portiere.

## Carriera

### Club
Comincia a giocare in patria, al CAPS United. Nel 2003 si trasferisce in Sudafrica, all'Hellenic. Nel 2004 passa all'Hapoel Bnei Lod, squadra della massima serie israeliana. Nel 2005 torna al CAPS United. Nel 2006 viene acquistato dal Benoni Premier United. Nel 2007 si trasferisce al CAPS United. Nel 2008 viene acquistato dal Bidvest Wits. Nel 2009 viene prestato al Mpumalanga Black Aces. Rientrato dal prestito, milita al Bidvest Wits fino al 2012, anno in cui rimane svincolato. Il 9 settembre 2013 viene ingaggiato dal Mpumalanga Black Aces. Nel gennaio 2015 viene prestato all'AmaZulu, che al termine della stagione lo acquista a titolo definitivo.

### Nazionale
Ha debuttato in Nazionale nel 2002. Ha partecipato, con la Nazionale, alla Coppa d'Africa 2004 e alla Coppa d'Africa 2006. Ha collezionato in totale, con la maglia della Nazionale, 29 presenze.